# السويدية (إسكندرون)
السويدية مدينة في لواء إسكندرون الذي تنازلت عنه فرنسا لتركيا عام 1939. غيرت تركيا اسمها عام 1948 لتصبح (بالتركية: Samandağ)‏ وتعني جبل سمعان.
معظم سكان البلدة من الطائفة العلويّة والناطقين باللغة العربية، إلى جانب أقليّة من العرب السنّة والتركمان. تضم البلدة وضواحيها على مجتمعات مسيحية روميّة أنطاكيّة وأرمنيّة، مع حوالي 2,000 شخص. تعد قرية فاكيفلي القرية الأرمنية الريفية الوحيدة المتبقية في تركيا.

## معرض صور

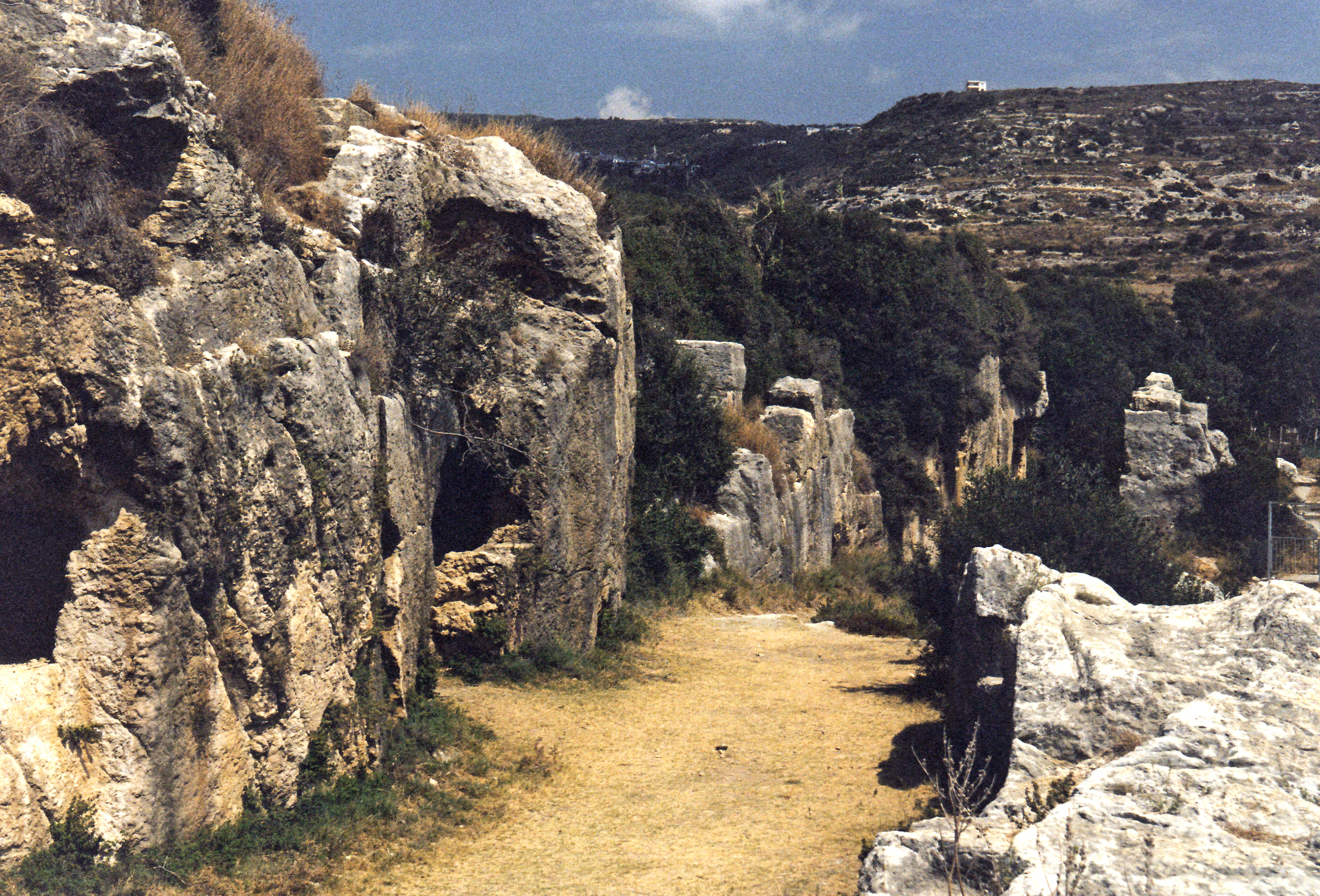
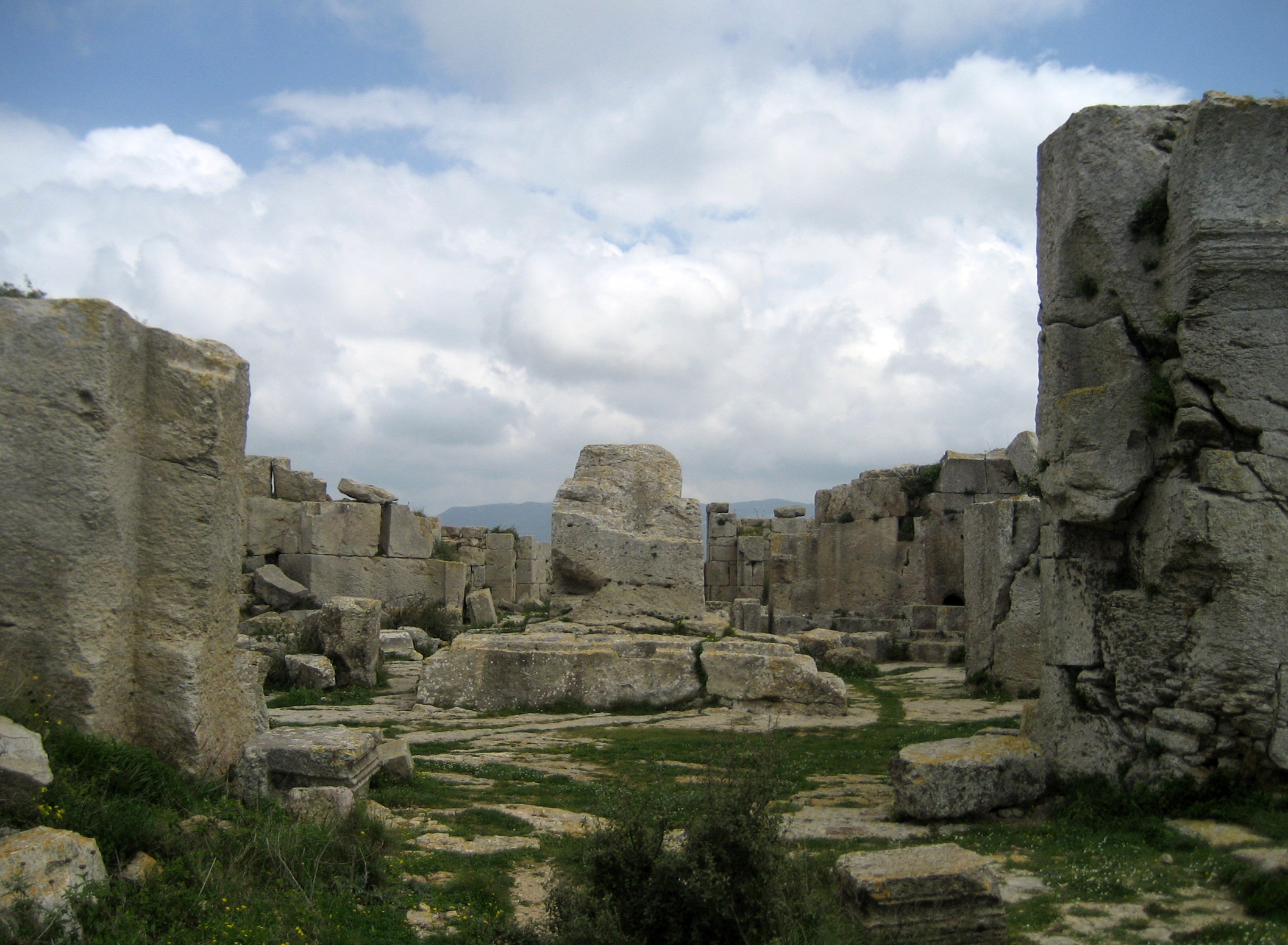
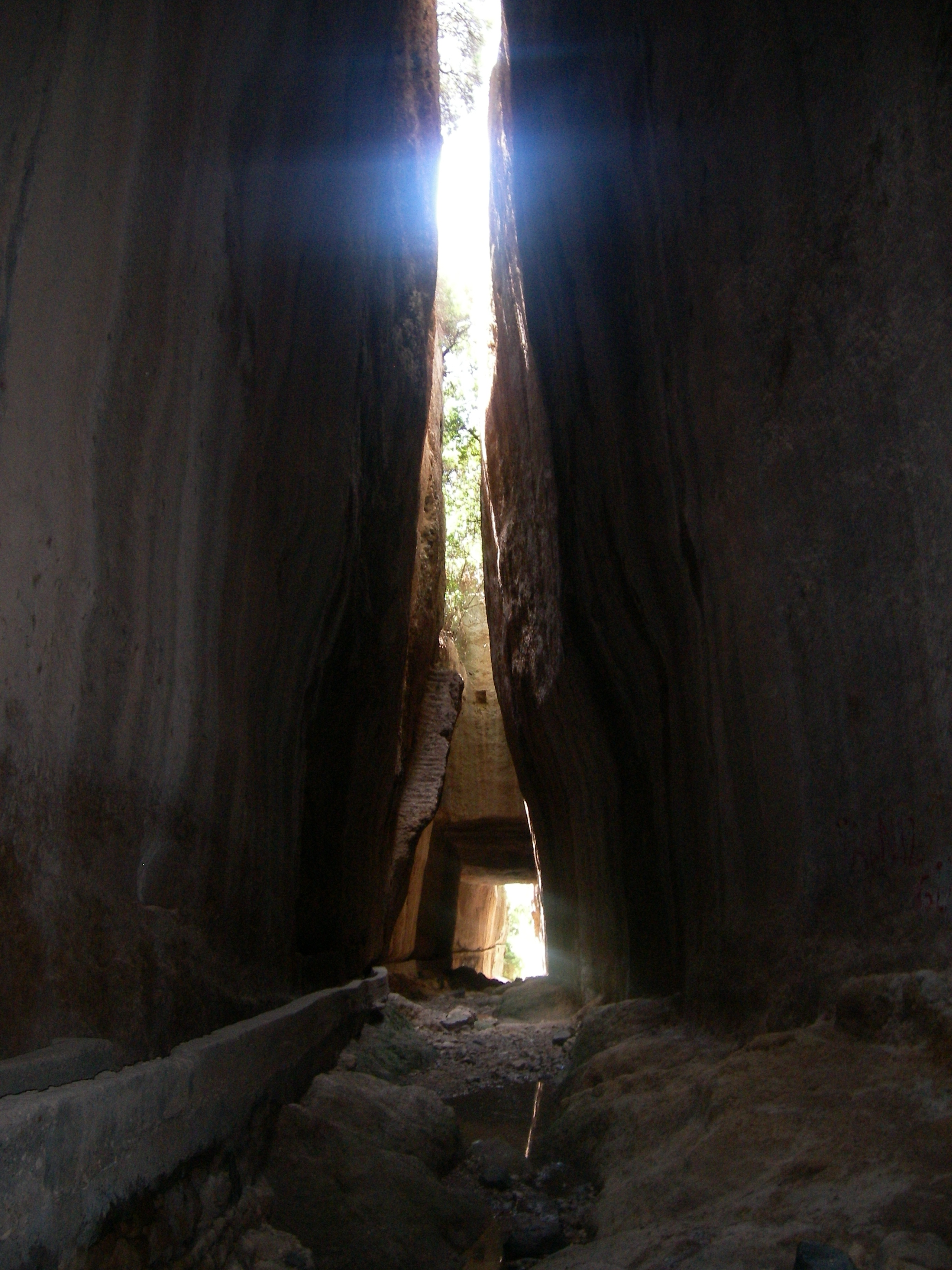